# Замок Богеншперк
Богеншперк (словен. Grad Bogenšperk) — замок 16 століття, знаходиться на пагорбі поруч із поселенням Двор що на південний схід від Литії в общині Шмарно при Літії, в центральній частині Словенії. Замок відносять до епохи Відродження в Словенії. Замок став відомий завдяки внеску вченого та історика Янеза Вайкард Вальвазора. Замок  лежить на висоті 412 метрів, а також є одним із пам’яток культури Словенії.

## Історія

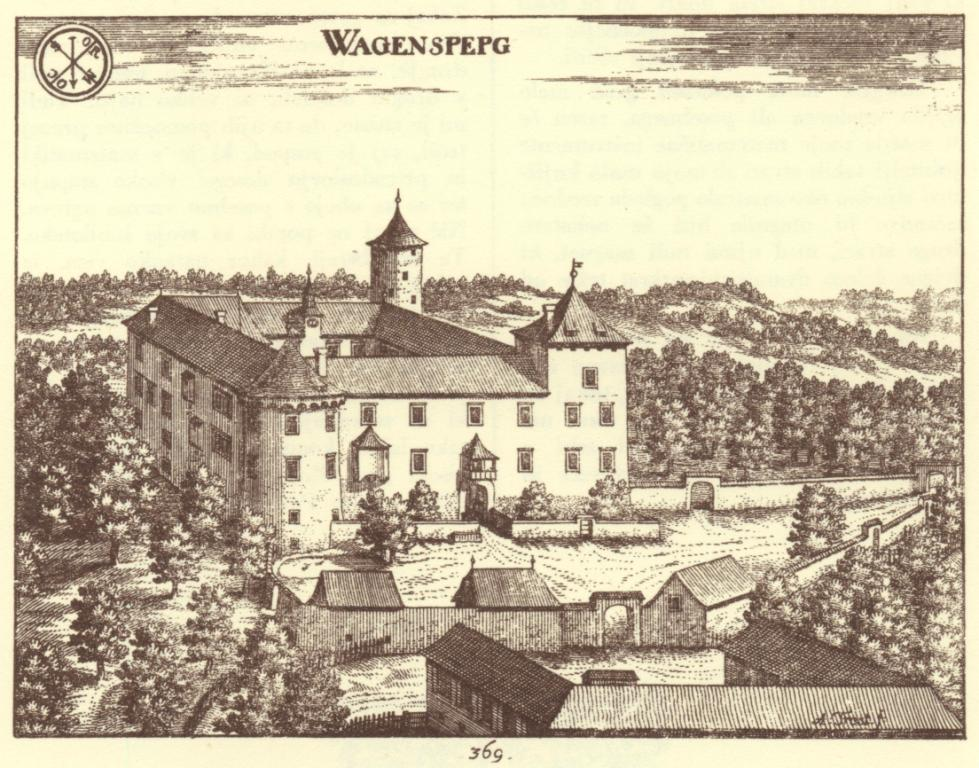
Замок Богеншперк на гравюрі Вальвазора 1679 року.

У 1511 році в результаті землетрусу в Індрії, Ліхтенберкський замок сім'ї Ваген (словен. Wagen)  був зруйнований, і вони почали будівництво замку Богеншперк. Після смерті 1630 року Юрія Вагена, останнього члена сім'ї, замок змінив кількох власників, поки його в 1672 році остаточно не придбав Янез Вайкард Вальвазор. Він жив і працював у ньому двадцять років (1672–1692 рр.). Капітально відремонтований, він був обладнаний графічною студією, бібліотекою, друкарнею та колекцією цікавинок. Більшість колекцій, які сьогодні демонструються в замку, базуються на них. Через величезні витрати на випуск книги Вальвазора «Слава герцогства Карніола» Вальвазор збанкрутів і був змушений продати спочатку свою цінну бібліотеку, а в 1692 році - свої маєтки. Його сім’я переїхала до Кршко, в той час як замок знову змінив кількох власників. У період після Першої світової війни замок хотів придбати князь Павло Карагеоргієвич, регент Королівства Югославія. У вересні 1943 року, під час капітуляції Італії, сім’я Віндішгрґетц залишила Богеншперк і забрала з собою всі їхні цінності. Близько 1945 року замок служив військовим госпіталем, і в 1949 році тут оселились єзуїти, яких вислали з Люблянського монастиря св. Йожефа в Полянах. Вони піклувались про замок до такої міри, що він не розвалився, але коли вони виїхали в 1964 році, замок перейшов до рук Інвестиційного бюро Трбовле. Останній мав план перетворити замок Богеншперк на готель, але плани не вдалися. Він був відремонтований у 1970 році, і сьогодні ним опікується муніципалітет Літія. 

## Архітектура
Замок має характерну для епохи Відродження архітектуру XVI століття. Замок майже повністю відновлений і внесений до списку важливих пам’яток культури Словенії. По чотирьох кутах розміщені вежі, дві з яких (південно-західна і північно-східна) мають округлу форму, а інші дві - квадратну підставу. На північному фасаді розміщений герб родини Ваген 1558 року і герб замку Ліхтенберк, на західному - Богоматір в стилі Франческо Роббен, а на південному - герб родини Галло. Найдавнішою частиною замку є північна вежа, яка спочатку стояла як окреме укріплення, а пізніше був доданий дерев'яний міст, який зв’язував його з південно-східною вежею, яка спочатку виконувала оборонну мету і колись була набагато вищою за решту будівлі; однак, оскільки пожежа 1759 року, спричинена ударом блискавки, сильно пошкодила замок, вежа так і не була відновлена до початкового рівня. Замок стоїть на скелі; одна з його визначних пам'яток - глибока криниця, висічена безпосередньо в скелі.

## Музей
Відремонтовані приміщення тепер функціонують як музей, де експонати та колекції включають:
- Робочий кабінет Вальвазора;
- Друкарня;
- Кімнта історії замку;
- Мультимедійна кімната з фільмами про життя Вальвазора та історію замку;
- Картографічна кімната;
- Мисливська колекція;
- Колекція творів про смерть та плинність життя;

На першому поверсі замку також є весільний зал та ресторан. Навколишні території - це парк. Також на території замку проходять мастер класи з гончарства та землеробства, концерти та мастер-класи.

## Зображення

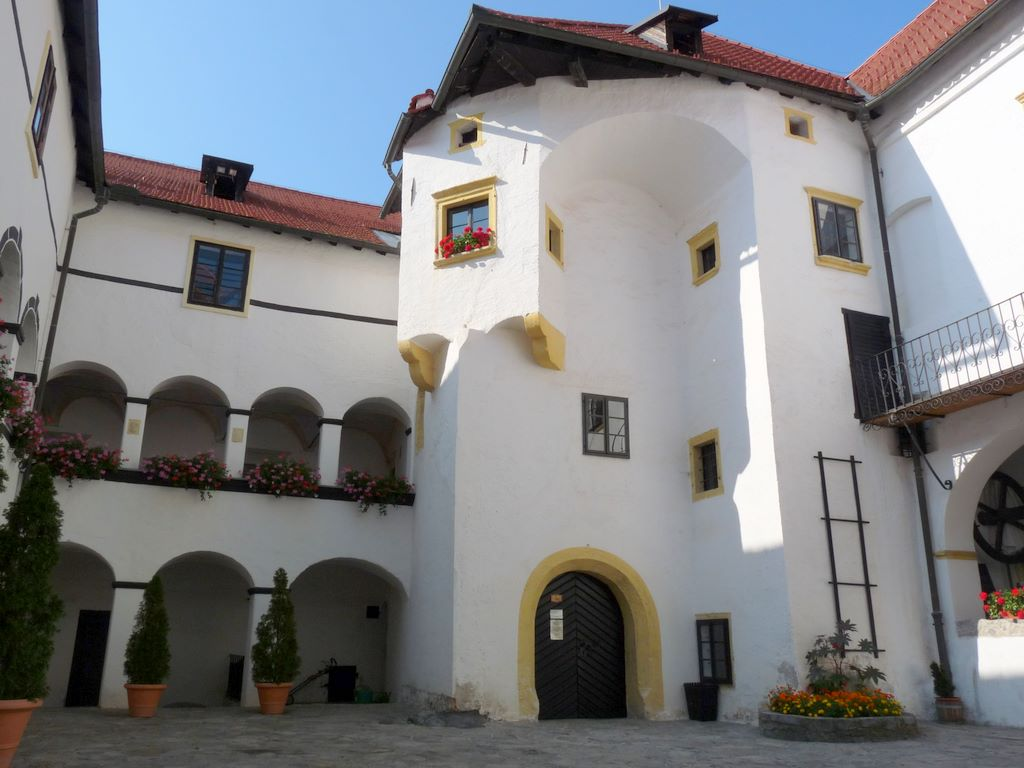
Всередині замку
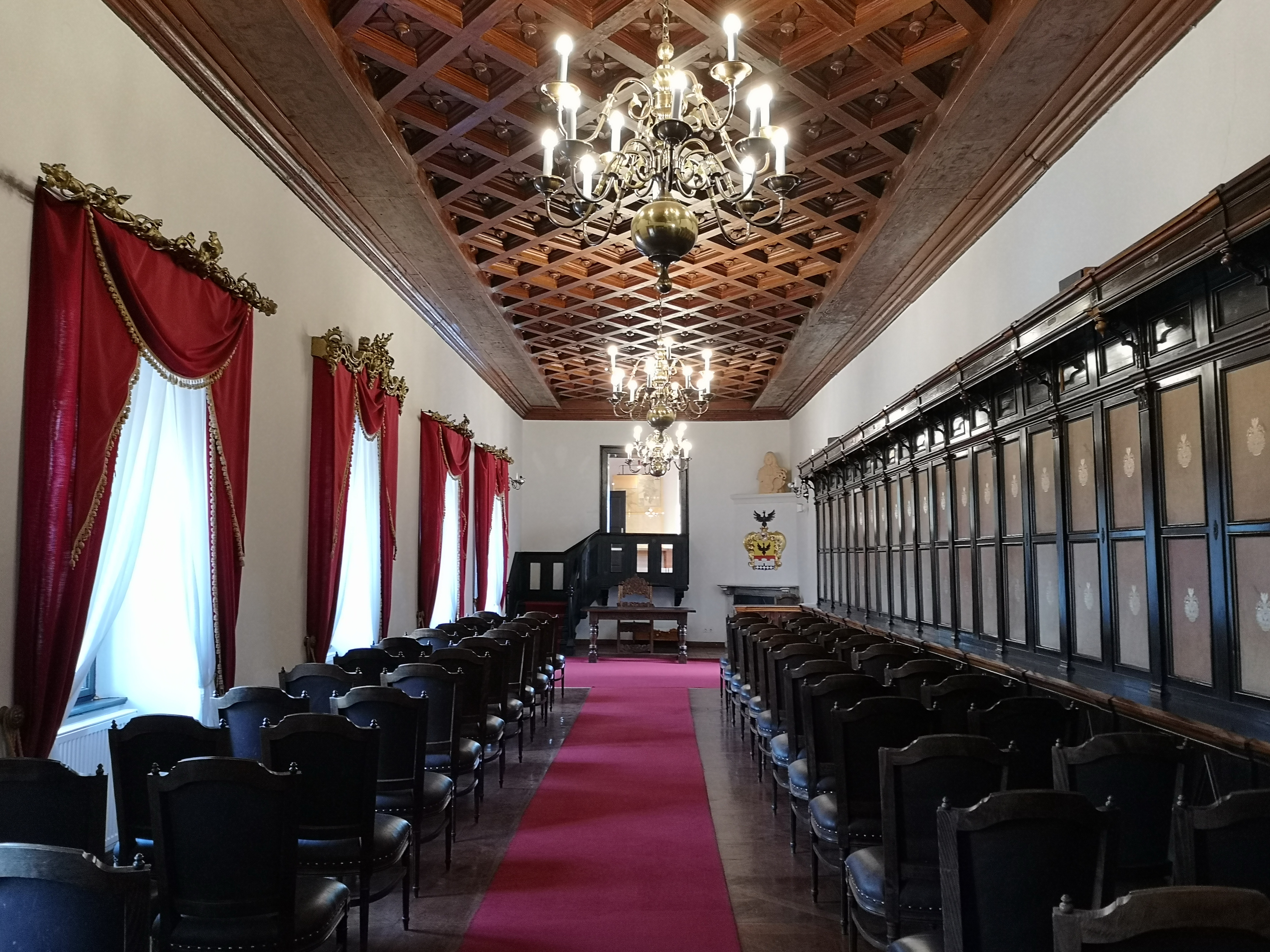
Кімната в замку
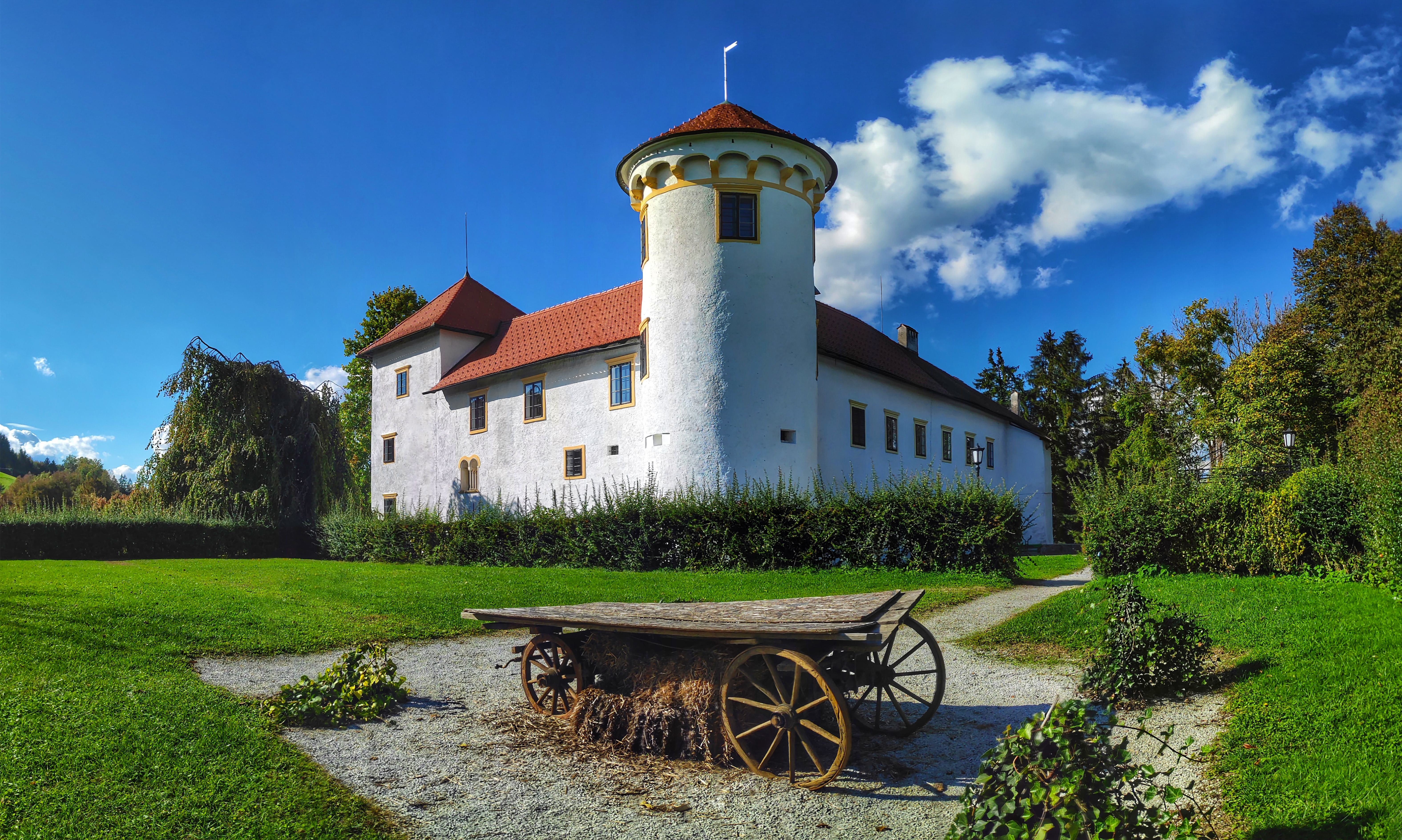
Замок Богеншперк влітку
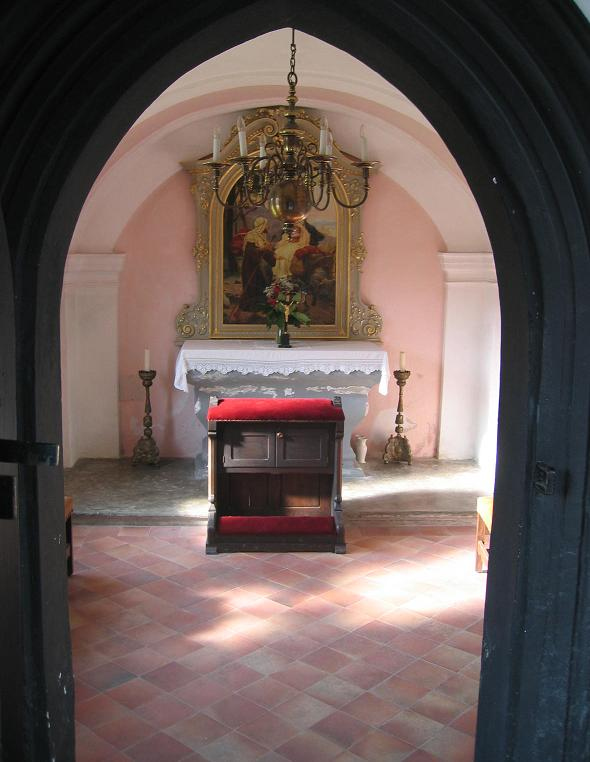
Каплиця в замку